# Sylvain Bursztejn
Pour les articles homonymes, voir Bursztein.
Sylvain Bursztejn est un producteur français de cinéma, né le 8 septembre 1953, à Paris.

## Biographie
Après des études d'histoire à l’université Paris-VII, Sylvain Bursztejn se lance dans la réalisation de courts-métrages et de documentaires, puis dans la production de films cinématographiques.
Il a produit plus de vingt-quatre films qui ont été sélectionnés dans de nombreux festivals. Halfaouine, l’enfant des terrasses de Férid Boughedir a fait l'ouverture de la Quinzaine des réalisateurs en 1989 ; Le Chêne de Lucian Pintilie a été en sélection officielle à Cannes en 1992, Le Cri de la soie d’Yvon Marciano a été présenté à la Quinzaine des Réalisateurs en 1996 et Le Cercle parfait d’Ademir Kenović a fait l'ouverture de la Quinzaine des Réalisateurs en 1997.
De 1997 à 2001, il devient membre de la Commission d’Agrément des Films de Long Métrage au CNC et a été, durant deux années consécutives, membre du Jury de fin d’études de la section Scénario à La Fondation européenne pour les métiers de l'image et du son.
En 2001, il décide de produire son premier film chinois, Hollywood Hong-Kong de Fruit Chan qui est en compétition officielle au Festival de Venise.
À partir de cette découverte de la Chine, il décide de développer de façon régulière des productions d’auteurs chinois. Sylvain Bursztejn a ainsi produit plus de huit films asiatiques.
En 2006, Voiture de luxe, de Wang Chao, reçoit le grand prix Un Certain Regard à Cannes et Une jeunesse chinoise, de Lou Ye, figure en sélection officielle. En 2009, Memory of Love de Wang Chao est sorti en août par Bac Films et Nuits d'ivresse printanière de Lou Ye reçoit la Palme du scénario au Festival de Cannes 2009 et sort en avril 2010, distribué par Le Pacte. Toujours en 2009, She, a chinese, de Xiaolu Guo, est récompensé par le Léopard d’Or au Festival du film de Locarno.
Parallèlement, Sylvain Bursztejn continue la production de films français. Il a ainsi produit le documentaire La Fièvre de l’or d’Olivier Weber.
Il dirige la société de production cinématographique Ambre Films.

## Vie privée
Sylvain Burstejn est le père de la comédienne et humoriste  Rosa Bursztein, née en 1989.

## Filmographie en tant que producteur
- 2014 : Port-au-Prince, dimanche 4 janvier de François Marthouret
- 2013 : Le dernier des hommes de Pierre-Henry Salfati.
- 2012 : L'invention de l'occident de Pierre-Henry Salfati - film documentaire Arte 2 x 52 min
- 2012 : Jacques Attali de Pierre-Henry Salfati (collection empreinte - la Cinq)
- 2010 : Nuits d'ivresse printanière, de Lou Ye
- 2009 : Une jeunesse Chinoise de Guo Xiaolu
- 2009 : Memory of Love, de Wang Chao
- 2008 : La Fièvre de l’or, d’Olivier Weber
- 2006 : Voiture de luxe, de Wang Chao et Une jeunesse chinoise, de Lou Ye
- 2005 : Dam Street, de Li Yu
- 2004 : Jour et Nuit, de Wang Chao
- 2003 : Elle critique tout, de Renan Pollès et Alain Riou et Paysages suspendu de Carol Lai Miu Suet
- 2001 : Hollywood Hong Kong, de Fruit Chan et Alexandrie, une histoire d’amour, de Maria Iliou
- 2000 : La Chambre obscure, de Marie-Christine Questerbert
- 1999 : Mamirolle, de Brigitte Coscas et Un ciel parsemé de diamants, de Vassili Pitchoul
- 1998 : L'Homme de ma vie, de Stéphane Kurc
- 1997 : Le Cercle parfait, de Ademir Kenović
- 1996 : Le Cri de la soie, d’Yvon Marciano et L’Éducatrice de Pascal Kané
- 1993 : Trahir, de Radu Mihaileanu
- 1992 : Le Chêne, de Lucian Pintilie et Hôtel de luxe, de Dan Pita
- 1989 : Halfaouine, l'enfant des terrasses de Férid Boughedir
- 1989 : Black, de Christian Lara